# Hakan Özmert
Hakan Özmert (sinh 3 tháng 6 năm 1985 ở Nantes) là một cầu thủ bóng đá Thổ Nhĩ Kỳ, thi đấu ở vị trí tiền vệ cho Antalyaspor.

## Sự nghiệp câu lạc bộ
Özmert bắt đầu sự nghiệp chuyên nghiệp với Sakaryaspor, và ra sân ở Super Lig 26 lần cho câu lạc bộ. Năm 2005, anh được cho mượn đến Karşıyaka S.K. và sau đó chuyển hoàn toàn đến Antalyaspor vào tháng 7 năm 2007. Ngày 4 tháng 7 năm 2015, Özmert ký hợp đồng với Sivasspor.

## Sự nghiệp quốc tế
Mặc dù sinh ra ở Pháp, Özmert lại đại diện Thổ Nhĩ Kỳ ở các giải đấu trẻ. Anh từng thi đấu ở các cấp độ U-16, U-18 và U-19.